# خوسيه إغليسياس
خوسيه إغليسياس هو لاعب كرة قاعدة كوبي، ولد في 5 يناير 1990 في هافانا في كوبا.

## وصلات خارجية
- خوسيه إغليسياس على موقع دوري كرة القاعدة الرئيسي (الإنجليزية)
- خوسيه إغليسياس على موقعبيزبول رفرنس.كوم (الدوري الرئيسي) (الإنجليزية)
- خوسيه إغليسياس على موقعبيزبول رفرنس.كوم (الدوري الثانوي) (الإنجليزية)
- خوسيه إغليسياس على موقع إي إس بي إن.كوم (أم.أل.بي) (الإنجليزية)
- خوسيه إغليسياس على موقع مشجعي الرسوم البيانية (الإنجليزية)